# Космос-434
Ко́смос-434 (11Ф94, Т2Л, Т2К серии № 3) — советский беспилотный космический аппарат, запущенный для проведения третьего (последнего) испытательного полёта космического корабля 11Ф94 «ЛК» в рамках лунной программы по высадке человека на поверхность Луны.
В ходе полёта были проведены испытания лунного посадочного модуля «Т2К» на околоземной орбите.

## Описания полёта

### Запуск
Космический аппарат «Космос-434» был запущен 12 августа 1971 года ракетой-носителем «Союз-Л» (индекс — 11А511Л, серийный номер — Ю15000-17) со стартовой площадки № 31 космодрома Байконур.
Официальная цель полёта — исследование верхних слоев атмосферы и космического пространства.

### Программа полёта
Перед «Космосом-434» орбитальные испытания лунного модуля «Т2К» проводились космическими аппаратами «Космос-379» и «Космос-398».
Программа полета предполагала:
- Выход на низкую околоземную орбиту — после запуска аппарат вышел на орбиту высотой 188—267 км;[2]
- Имитация пребывания на Луне — в течение трех дней проходила проверка бортовой аппаратуры и имитация сброса лунного посадочного модуля ЛПУ (Лунное посадочное устройство);
- Имитация перелёта к Луне — 15 августа 1971 года космический аппарат совершил повторное включения двигательных установок блока «Е» и вышел на орбиту 203 — 10903 км;[4]
- Имитация выхода на лунную орбиту — в режиме максимальной тяги бортовая аппаратура провела имитацию выхода «ЛК» на лунную орбиту для предполагаемой стыковки с кораблем «Союз 7К-ЛОК»[3]. В результате данного манёвра апогей орбиты увеличился до отметки 11804 км;[4]
- Имитация сближения и стыковки с кораблем «Союз 7К-ЛОК» — в ходе отработки программ перелёта и выхода на орбиту космический аппарат совершил серию манёвров по коррекции и стабилизации траектории движения.

Также следует заметить, что в третьем орбитальном полёте беспилотного прототипа Лунного корабля включение ЖРД аппарата в дроссельном режиме было самым продолжительным за три полета.
Космический аппарат «Космос-434» успешно выполнил программу полёта, что позволило проверить возможности посадочного модуля «Т2К» и двигательной установки блока «Е». Успешные запуски аппаратов «Т2К» подтвердили высокую надежность систем и аппаратуры «ЛК» и возможность его использования для полета человека на Луну.

### Сход с орбиты
22 августа 1981 года космический аппарат «Космос-434» сошёл с орбиты и вошёл в плотные слои атмосферы над территорией Австралии. Обломки корабля полностью сгорели над пустынной местностью.

## Интересный факт
В начале 1980-х годов после падения станции «Скайлэб» на Австралию и разведывательного спутника «Космос-954» с ядерным оборудованием на борту на территорию Канады, сообщение о предстоящем падении отработавшего советского космического аппарата «Космос-434» вызвало беспокойство западной общественности.
Опасения было связано с тем, что ряд иностранных наблюдателей выдвигали версию о том, что на спутнике якобы установлен ядерный реактор. Следует также заметить, что поскольку «Космос-434» совершал орбитальные манёвры и передавал телеметрические сигналы, присущие советским пилотируемым космическим кораблям, некоторые западные обозреватели считали, что он является автоматическим вариантом пилотируемого корабля.
Ответной реакцией советского руководства было заявление официального представителя Министерства иностранных дел СССР, в котором он заверил австралийское сообщество, что на борту «Космоса-434» не было радиоактивных материалов и что спутник представлял собой всего лишь «экспериментальный блок лунного модуля».
Из этого заявления можно сделать вывод, что основным назначением космических аппаратов типа спутника «Космос-434» являлся полет в пилотируемом, а не в беспилотном варианте.